# Mstislav II di Kiev
Mstislav II Izjaslavič (in russo Мстислав II Изяславич?) (Kiev, 1125 circa – 19 agosto 1170) è stato principe di Perejaslavl e Volinsk, gran principe di Kiev nel 1158-1159, dal 1167 al 1169 e infine nel 1170, figlio di Iziaslav Mstislavič.
Dopo di lui, il titolo di gran principe di Kiev, pur continuando ad esistere, perde del tutto la sua importanza politica ed il principato di maggior potere diviene quello Vladimir.  

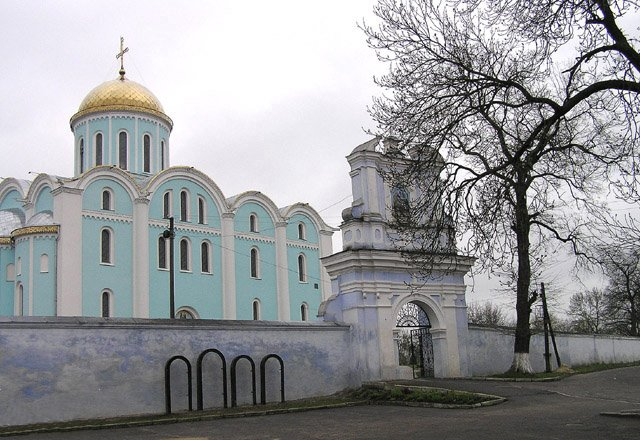
Cattedrale dell'Assunzione dedicata al sovrano Mstislav II

Nel 1169, la città di Kiev venne assediata e razziata (sacco di Kiev (1169)) da una coalizione composta da più di una decina di principi, a capo della quale vi era il principe Andrea Bogoljubskij, principe di Vladimir-Suzdal' e Rostov.